# Tarachi
Tarachi är en ort i Mexiko.   Den ligger i kommunen Arivechi och delstaten Sonora, i den nordvästra delen av landet, 1 400 km nordväst om huvudstaden Mexico City. Tarachi ligger 1 193 meter över havet och antalet invånare är 317.
Terrängen runt Tarachi är huvudsakligen kuperad. Tarachi ligger nere i en dal.  Trakten runt Tarachi är nära nog obefolkad, med mindre än två invånare per kvadratkilometer. Det finns inga andra samhällen i närheten. I omgivningarna runt Tarachi växer huvudsakligen savannskog.